# Ernolsheim-lès-Saverne
Ernolsheim-lès-Saverne is een gemeente in het Franse departement Bas-Rhin (regio Grand Est) en telt 597 inwoners (2005). De plaats maakt deel uit van het arrondissement Saverne.

## Geografie
De oppervlakte van Ernolsheim-lès-Saverne bedraagt 11,0 km², de bevolkingsdichtheid is 54,3 inwoners per km².
De onderstaande kaart toont de ligging van Ernolsheim-lès-Saverne met de belangrijkste infrastructuur en aangrenzende gemeenten.

## Demografie
Onderstaande figuur toont het verloop van het inwonertal (bron: INSEE-tellingen).